# Battalion (groupe belge)
Pour les articles homonymes, voir Battalion.
Battalion est un groupe belge de death metal, originaire de Stabroek, en Région flamande.

## Histoire
Le groupe est formé en décembre 2001. Après trois mois, il sort sa première démo, intitulée Warstorm, en 2002. En juin 2003, le groupe sort la démo suivante, intitulée Nuclear Devastation. Le groupe augmente ainsi fortement sa notoriété, ce qui lui permet de se produire avec Avulsed, Legion of the Damned, In-Quest et Suhrim.
En 2004, le groupe enregistre son premier album, Winter Campaign, dans les studios CCR à Zulte, en Belgique. Le groupe sort l'album l'année suivante. En 2006, le groupe obtient un contrat avec Shiver Records et accueille également un nouveau bassiste, Kristof Hectors. La même année, ils enregistrent deux nouvelles chansons dans les studios CCR. En mai 2007, le groupe enregistre deux autres nouvelles chansons. Le même mois, le batteur Tom Van Oosterwijck quitte le groupe, et est remplacé par Erre Schellekens. 
De septembre 2007 à janvier 2008, le groupe enregistre un nouvel album, qui est mixé et masterisé dans les studios CCR. Welcome to the Warzone est publié en avril 2008 par Shiver Records, et remarqué par la presse spécialisée,,. Pour promouvoir l'album, plusieurs concerts sont organisés avec Grave, Asphyx, Amon Amarth et Vader. Le groupe s'est également produit en Allemagne avec Aborted et Vital Remains. Pendant ce temps, un nouveau guitariste, Igor Duerloo, rejoint le groupe.
En 2010, le groupe enregistre deux démos, donne des concerts et écrit des morceaux pour le prochain album. Le groupe se sépare également du batteur Erre Schellekens. Celui-ci est remplacé par Kevin De Leener (Emeth).

## Style musical
Le groupe joue du death metal classique, techniquement exigeant, qui est comparé à d'autres groupes comme Pestilence, Possessed, Asphyx, Gorefest, Bolt Thrower, Morbid Angel, Vader et Malevolent Creation. De plus, certains passages peuvent être comparés à Kataklysm et aux premiers morceaux d'Aborted.

## Discographie
- 2002 : Warstorm (démo)
- 2003 : Nuclear Devastation (démo)
- 2005 : Winter Campaign (album)
- 2008 : Welcome to the Warzone (album, Shiver Records)